# Stoliczka insignis
Stoliczka insignis är en spindelart som beskrevs av O. Pickard-Cambridge 1885. Stoliczka insignis ingår i släktet Stoliczka och familjen vårdnätsspindlar. Inga underarter finns listade i Catalogue of Life.